# NGC 2254
NGC 2254 је расејано звездано јато у сазвежђу Једнорог које се налази на NGC листи објеката дубоког неба.
Деклинација објекта је + 7° 40' 15" а ректасцензија 6h 35m 46,6s. Привидна величина (магнитуда) објекта NGC 2254 износи 9,1. NGC 2254 је још познат и под ознакама OCL 500.